# Csermely István
Csermely István (eredeti neve: Woditska István; 1913-ig) (Aknaszlatina, 1862. június 6. – Sopron, 1928. július 22.) magyar fémkohómérnök, elektrokémikus, bányatanácsos.

## Életpályája
1878–1881 között a Selmeci Akadémián tanult; oklevelet 1883-ban szerzett. Tanulmányai után a Selmeci Akadémián Schenek István vegyész tanársegédje volt. 1887–1892 között rézöntödét tervezett Nagybányán, majd Besztercebányára költözött. 1892–1907 között az elektrolitrézmű vezetője volt. 1904-ben Bélabányán egy másik rézkohót épített. 1908-ban bányatanácsossá nevezték ki, egyúttal a selmecbányai kohászati objektumokat vezette. 1913-ban bányászati főtanácsadói címet kapott, majd az ország különböző pontjain vett részt öntödei projektekben. 1919-ben az említett akadémiát követte Sopronba.
Különféle öntödéket és kohászati munkákat járt Csehországban és Belgiumban, valamint Poroszországban, Szászországban és más német államokban.  Besztercebányán és az Orosz Birodalomban is épített rézkohót.

## Művei
- Elektrotechnika (1891)
- Az elektrotechnika alapvonalai (1892)
- A nagybányai m. kir. bányaigazgatósági kerület monografiája (1896)